# Пентахлорид фосфору
Пентахлорид фосфору, також відомий як хлорид фосфору (V) — високореакційна хімічна сполука з формулою PCl5, що застосовується як хлоруючий реагент в хімічному синтезі. Це біла (безбарвна) кристалічна сполука, що розпливається на повітрі внаслідок гідролізу.

## Структура
В газоподібному стані і аполярних розчинниках пентахлорид фосфору має молекулярну будову. Молекула PCl5 — тригональна біпіраміда (симетрія D3h), що відповідає найбільшому віддаленню між п'ятьма атомами хлору зв'язаними з центральним атомом фосфору і повністю узгоджується з  теорією відштовхування електронних пар валентних оболонок.  В твердому ж стані пентахлорид фосфору має іонниу будову. Його кристали сформовані з тетраєдричних катіонів PCl+
4 та октаєдричних аніонів PCl−
6. В полярних розчинниках сполука дисоціює по на ці ж йони
2 PCl5  [PCl+
4][PCl6−]
а при сильнішому розведенні — з утворенняв вільного хлорид-аніона
PCl5  [PCl+
4]Cl−

## Отримання
PCl5 отримують хлоруванням PCl3. Річне світове виробництво пентахлориду фосфору становить близько  10 тис. тон.
PCl3 +  Cl2  PCl5 (ΔH = −124 кДж/моль)

## Хімічні властивості
Атом Фосфору в PCl5 збіднений електронами і виступає як сильний електрофільний центр. Завдяки цьому пентахлорид фосфору активно реагує з практично будь-якими нуклеофілами вступаючи в реакції заміщення атомів хлору, чи приєднання основ Льюїса до атома фосфору.

### Реакції заміщення
Пентахлорид фосфору бурхливо взаємодіє з водою з утворення ортофосфорної кислоти та хлороводню.
PCl5  +  4 H2O   →   H3PO4  +  5 HCl
При недостачі води реакція зупиняється на стадії оксихлориду фосфору:
PCl5 + H2O  →  POCl3 + 2 HCl
Зі спиртами реакція може протікати з утворенням різних продуктів в залежності від структури спирту та співвідношення реагентів. Часто відбувається перетворення аліфатичних спиртів на алкілхлориди:
PCl5 + 2ROH  →  POCl3 + RCl + HCl
Аналогічно відбувається перетворення карбонових кислот на хлорангідриди:
PCl5 + 2RCOOH  →  POCl3 + RCOCl + HCl
Висока стабільність оксихлориду фосфору зумовлює також реакції PCl5 з багатьма неорганічними оксидами та кислотами:
{\displaystyle \mathrm {PCl_{5}\ +\ SO_{2}\ \longrightarrow \ SOCl_{2}\ +\ POCl_{3}} }
{\displaystyle \mathrm {PCl_{5}\ +\ (COOH)_{2}\ \longrightarrow \ POCl_{3}\ +\ CO\ +\ CO_{2}\ +\ 2\ HCl} }
{\displaystyle \mathrm {3\ PCl_{5}\ +\ 2\ B(OH)_{3}\ \longrightarrow \ 3\ POCl_{3}\ +\ B_{2}O_{3}\ +\ 6\ HCl} }
{\displaystyle \mathrm {3\ PCl_{5}\ +\ P_{2}O_{5}\ \longrightarrow \ 5\ POCl_{3}} }
Пентахлорид фосфору також здатен заміщувати на атоми хлору оксиген амідних груп утворюючи так звані реактиви Вільсмаєра та деяких кетонних груп утворюючи дихлориди:
PCl5 + Me2N-CH=O →  POCl3 + [Me2N=CHCl]+[POCl4]-
PCl5 + Ph2C=O →  POCl3 + Ph2CCl2

### Окисно-відновні реакції
Ступінь окислення +5 для фосфору є найстабільнішою, тому PCl5 рідко виступає у ролі відновника чи окисника. Сильне нагрівання PCl5 може призводити до відщеплення молекули хлору
PCl5  → PCl3 + Cl2
Також при нагріванні можливе окисне хлорування й інших  сполук.
PCl5 + 2NO2 → PCl3 + 2NO2Cl

### Реакції Приєднання
Пентахлорид фосфору здатен виступати як кислота Льюїса та приєднувати сполуки, що мають вільну електронну пару з утворенням сполук гексакоординованого фосфору. Прикладом таких реакцій є взаємодія з піридином:
PCl5 + C5H5N  →  C5H5NPCl5
Бідентатні ліганди здатні заміщувати частину атомів хлору, утворюючи похідні, аналогічні комплексам металів.
PCl5 + bipy  →  [(bipy)PCl4]+Cl-

## Зовнішні посилання
- The period 3 chlorides
- International Chemical Safety Card 0544
- CDC - NIOSH Pocket Guide to Chemical Hazards